# Jacques Novi
Jacques Novi detto Jacky (Bellegarde, 18 luglio 1946) è un allenatore di calcio ed ex calciatore francese.

## Carriera

### Club
Formatosi nelle giovanili del Nîmes Olympique, Novi firmò il suo primo contratto professionale il giorno del suo diciottesimo compleanno, un anno dopo il suo esordio in massima serie, avvenuto il 1º settembre 1963, in occasione di un incontro esterno contro lo Stade de Reims. Nel 1967, in seguito alla retrocessione del Nîmes in Division 2, Novi fu ceduto all'Olympique Marsiglia, dove restò fino al 1973 vincendo due campionati consecutivi, due Coppe di Francia e una Supercoppa. Dopo una stagione al Nîmes, Novi passò nel 1974 al Paris Saint-Germain, quindi nel 1977 fu ceduto all'allora neopromosso Strasburgo con cui vinse un campionato nella stagione 1978-79. Novi si ritirò dal calcio giocato alla fine del campionato 1979-80.

### Nazionale
Jacques Novi fu convocato per la prima volta in nazionale il 12 febbraio 1969, in occasione di una partita tra la nazionale ungherese e una selezione della nazionale francese costituita da sei esordienti e cinque giocatori della selezione Under-23 Tra il 1969 e il 1972 Novi totalizzò venti presenze giocando prevalentemente in partite amichevoli e nelle qualificazioni dei Campionati Europei del 1972.

### Allenatore
Dopo il suo ritiro dal calcio giocato, Novi passò alla carriera di allenatore curando il settore giovanile del Nîmes Olympique fino al 1992. A partire dal 1995 Novi allenò il Rodez AF, mentre due anni dopo passò al Fréjus, che allenò fino alla fine della stagione. Nel 1999 Novi fu richiamato alla panchina del Fréjus, quindi dal 2000 al 2002 allenò l'Olympique Alès.

## Statistiche

### Presenze e reti nei club
| Stagione  | Squadra             | Campionato | Campionato | Campionato | Coppe continentali | Coppe continentali | Coppe continentali | Totale | Totale |
| Stagione  | Squadra             | Comp       | Pres       | Reti       | Comp               | Pres               | Reti               | Pres   | Reti   |
| --------- | ------------------- | ---------- | ---------- | ---------- | ------------------ | ------------------ | ------------------ | ------ | ------ |
| 1963-1964 | Nîmes               | D1         | 23         | 1          | -                  | -                  | -                  | 23     | 1      |
| 1964-1965 | Nîmes               | D1         | 34         | 0          | -                  | -                  | -                  | 34     | 0      |
| 1965-1966 | Nîmes               | D1         | 34         | 1          | -                  | -                  | -                  | 34     | 1      |
| 1966-1967 | Nîmes               | D1         | 37         | 1          | -                  | -                  | -                  | 37     | 1      |
| 1967-1968 | Olympique Marsiglia | D1         | 30         | 1          | -                  | -                  | -                  | 30     | 1      |
| 1968-1969 | Olympique Marsiglia | D1         | 33         | 2          | CdF                | 2                  | 0                  | 35     | 2      |
| 1969-1970 | Olympique Marsiglia | D1         | 34         | 1          | CdC                | 4                  | 0                  | 38     | 1      |
| 1970-1971 | Olympique Marsiglia | D1         | 38         | 1          | CdF                | 2                  | 0                  | 40     | 1      |
| 1971-1972 | Olympique Marsiglia | D1         | 37         | 7          | CC                 | 4                  | 0                  | 41     | 7      |
| 1972-1973 | Nîmes               | D1         | 24         | 1          | -                  | -                  | -                  | 24     | 1      |
| 1973-1974 | Paris Saint-Germain | D1         | 37         | 4          | -                  | -                  | -                  | 37     | 4      |
| 1974-1975 | Paris Saint-Germain | D1         | 36         | 2          | -                  | -                  | -                  | 36     | 2      |
| 1975-1976 | Paris Saint-Germain | D1         | 28         | 0          | -                  | -                  | -                  | 28     | 0      |
| 1976-1977 | Paris Saint-Germain | D1         | 38         | 0          | -                  | -                  | -                  | 38     | 0      |
| 1977-1978 | Strasburgo          | D1         | 20         | 0          | -                  | -                  | -                  | 20     | 0      |
| 1978-1979 | Strasburgo          | D1         | 30         | 0          | CU                 | 4                  | 0                  | 34     | 0      |
| 1979-1980 | Strasburgo          | D1         | 32         | 1          | CC                 | 6                  | 0                  | 38     | 1      |

### Cronologia presenze e reti in nazionale
| Cronologia completa delle presenze e delle reti in nazionale ― Francia | Cronologia completa delle presenze e delle reti in nazionale ― Francia | Cronologia completa delle presenze e delle reti in nazionale ― Francia | Cronologia completa delle presenze e delle reti in nazionale ― Francia | Cronologia completa delle presenze e delle reti in nazionale ― Francia | Cronologia completa delle presenze e delle reti in nazionale ― Francia | Cronologia completa delle presenze e delle reti in nazionale ― Francia | Cronologia completa delle presenze e delle reti in nazionale ― Francia |
| Data                                                                   | Città                                                                  | In casa                                                                | Risultato                                                              | Ospiti                                                                 | Competizione                                                           | Reti                                                                   | Note                                                                   |
| ---------------------------------------------------------------------- | ---------------------------------------------------------------------- | ---------------------------------------------------------------------- | ---------------------------------------------------------------------- | ---------------------------------------------------------------------- | ---------------------------------------------------------------------- | ---------------------------------------------------------------------- | ---------------------------------------------------------------------- |
| 12/02/1969                                                             | Lione                                                                  | Francia                                                                | 2 – 2                                                                  | Ungheria                                                               | Amichevole                                                             | -                                                                      |                                                                        |
| 30/04/1969                                                             | Parigi                                                                 | Francia                                                                | 1 – 0                                                                  | Romania                                                                | Amichevole                                                             | -                                                                      |                                                                        |
| 10/09/1969                                                             | Oslo                                                                   | Norvegia                                                               | 1 – 3                                                                  | Francia                                                                | Qual. Mondiali 1970                                                    | -                                                                      |                                                                        |
| 05/10/1969                                                             | Solna                                                                  | Svezia                                                                 | 2 – 0                                                                  | Francia                                                                | Qual. Mondiali 1970                                                    | -                                                                      |                                                                        |
| 01/11/1969                                                             | Parigi                                                                 | Francia                                                                | 3 – 0                                                                  | Svezia                                                                 | Qual. Mondiali 1970                                                    | -                                                                      |                                                                        |
| 08/04/1970                                                             | Parigi                                                                 | Francia                                                                | 1 – 1                                                                  | Bulgaria                                                               | Amichevole                                                             | -                                                                      |                                                                        |
| 28/04/1970                                                             | Parigi                                                                 | Francia                                                                | 2 – 0                                                                  | Romania                                                                | Amichevole                                                             | -                                                                      |                                                                        |
| 03/05/1970                                                             | Basilea                                                                | Svizzera                                                               | 2 – 1                                                                  | Francia                                                                | Amichevole                                                             | -                                                                      |                                                                        |
| 05/09/1970                                                             | Parigi                                                                 | Francia                                                                | 3 – 0                                                                  | Cecoslovacchia                                                         | Amichevole                                                             | -                                                                      |                                                                        |
| 07/10/1970                                                             | Vienna                                                                 | Austria                                                                | 1 – 0                                                                  | Francia                                                                | Amichevole                                                             | -                                                                      |                                                                        |
| 11/11/1970                                                             | Parigi                                                                 | Francia                                                                | 3 – 1                                                                  | Norvegia                                                               | Qual. Euro 1972                                                        | -                                                                      |                                                                        |
| 15/11/1970                                                             | Bruxelles                                                              | Belgio                                                                 | 1 – 2                                                                  | Francia                                                                | Amichevole                                                             | -                                                                      |                                                                        |
| 08/01/1971                                                             | Buenos Aires                                                           | Argentina                                                              | 3 – 4                                                                  | Francia                                                                | Amichevole                                                             | -                                                                      |                                                                        |
| 17/03/1971                                                             | Valencia                                                               | Spagna                                                                 | 2 – 2                                                                  | Francia                                                                | Amichevole                                                             | -                                                                      |                                                                        |
| 24/04/1971                                                             | Budapest                                                               | Ungheria                                                               | 1 – 1                                                                  | Francia                                                                | Qual. Euro 1972                                                        | -                                                                      |                                                                        |
| 08/09/1971                                                             | Oslo                                                                   | Norvegia                                                               | 1 – 3                                                                  | Francia                                                                | Qual. Euro 1972                                                        | -                                                                      |                                                                        |
| 09/10/1971                                                             | Parigi                                                                 | Francia                                                                | 0 – 2                                                                  | Ungheria                                                               | Qual. Euro 1972                                                        | -                                                                      |                                                                        |
| 10/11/1971                                                             | Parigi                                                                 | Francia                                                                | 2 – 1                                                                  | Bulgaria                                                               | Qual. Euro 1972                                                        | -                                                                      |                                                                        |
| 04/12/1971                                                             | Sofia                                                                  | Bulgaria                                                               | 2 – 1                                                                  | Francia                                                                | Qual. Euro 1972                                                        | -                                                                      |                                                                        |
| 08/04/1972                                                             | Bucarest                                                               | Romania                                                                | 1 – 1                                                                  | Francia                                                                | Amichevole                                                             | -                                                                      |                                                                        |
| 02/09/1972                                                             | Atene                                                                  | Grecia                                                                 | 1 – 3                                                                  | Francia                                                                | Amichevole                                                             | -                                                                      |                                                                        |
| Totale                                                                 |                                                                        | Presenze                                                               | 20                                                                     |                                                                        | Reti                                                                   | -                                                                      |                                                                        |

## Palmarès
- Campionato francese: 3

Olympique Marsiglia: 1970-1971, 1971-1972
Strasburgo: 1978-1979
- Coppa di Francia: 2

Olympique Marsiglia: 1968-1969, 1971-1972
- Supercoppa francese: 1

Olympique Marsiglia: 1971